# John Patton Ford
Pour les articles homonymes, voir Ford (homonymie).
John Patton Ford est un réalisateur américain né le 30 décembre 1981 à Sumter en Caroline du Sud.

## Biographie
Après ses études à l'université de Caroline du Sud et la réalisation de son courts métrage Patrol, John Patton Ford travaille comme scénariste pour les studios américains Disney, Universal et Sony.
Son premier long métrage, Emily the Criminal, sort en 2022 et obtient le Prix du public du Festival du cinéma américain de Deauville,

## Filmographie

### Réalisateur et scénariste
- 2010 : Patrol (court métrage, film de fin d'études)[4]
- 2022 : Emily the Criminal
- 2025 : Huntington

### Scénariste
- 2014 : Rothchild[5]